# リフ・ラフ
『リフ・ラフ』（Riff-Raff）は1990年制作のイギリス映画。タイトル名は最下層に住む人々を指す蔑称を意味する。

## ストーリー
グラスゴー出身のスティーヴは刑務所を出た後、ロンドンで改築工事の仕事に就いた。しかし、そこは最下層の労働者が集まる場所で、労働条件も悪く賃金も安かった。ある日スティーヴは現場で忘れ物のバッグを見つけ、持ち主の歌手志望のスーザンという女性と知り合う。

## キャスト
- ロバート・カーライル：スティーヴ
- エマー・マッコート：スーザン
- リチャード・ベルグレイヴ：コジョ
- リッキー・トムリンソン：ラリー
- ピーター・マラン：ジェイク